# Flora Republicii Cehe
Flora Cehiei constă dintr-o bogată varietate de plante care sunt specifice unui climat temperat continental. Astfel, formația vegetală caracteristică este pădurea de foioase, care acoperă circa o treime din suprafața țării, la care se adaugă pășunile. 